# Touizgui
Touizgui (en àrab تويزكي, Tuwīzgī; en amazic ⵜⵡⵉⵣⴳⵉ) és una comuna rural de la província d'Assa-Zag, a la regió de Guelmim-Oued Noun, al Marroc. Segons el cens de 2014 tenia una població total de 5.022 persones